# Lonesome Luke, Lawyer
Lonesome Luke, lawyer è un cortometraggio comico muto del 1917 diretto da Hal Roach e interpretato da Harold Lloyd.